# Gingiwektomia
W stomatologii gingiwektomia (łac. gingiva - dziąsło) to zabieg z zakresu chirurgii periodontologicznej, który polega na konwencjonalnym (chirurgicznym) lub laserowym usunięciu nadmiernie rozrośniętej tkanki dziąseł.
Gingiwektomia jest metodą leczenia przerostu dziąseł o różnym podłożu (np. hormonalnym lub polekowym), a także elementem leczenia protetycznego, implantoprotetycznego lub estetycznego (np. z zastosowaniem licówek).